# Euphorbia boinensis
Euphorbia boinensis es una especie fanerógama perteneciente a la familia Euphorbiaceae. 

## Distribución y hábitat
Es endémica de Madagascar, donde se encuentra en la Provincia de Mahajanga en Anjiafitatra, Boina (Ankarafantsika, Monte Tsitondroina). Se hábitat natural son los secos matorrales tropicales y subtropicales. Esta tratada en peligro de extinción por pérdida de hábitat. 

## Taxonomía
Euphorbia boinensis fue descrita por Denis ex Humbert & Leandri y publicado en Adansonia: recueil périodique d'observations botanique, n.s. 6: 340. 1966.
Etimología
Euphorbia: nombre genérico que deriva del médico griego del rey Juba II de Mauritania (52 a 50 a. C. - 23), Euphorbus, en su honor – o en alusión a su gran vientre –  ya que usaba médicamente Euphorbia resinifera. En 1753 Carlos Linneo asignó el nombre a todo el género.
boinensis: epíteto geográfico que se refiere a su localización en Boina.